# Wurrie Njadoe
Wurrie Njadoe (* 14. August 1997 in Shoreline, Washington) ist eine gambisch-US-amerikanische Leichtathletin, die sich auf den Sprint spezialisiert hat und die seit April 2022 für Gambia startberechtigt ist.

## Sportliche Laufbahn
Wurrie Njadoe besucht seit 2016 die Kansas State University und 2022 sammelte sie ihre ersten Erfahrungen bei internationalen Meisterschaften. Für Gambia startete sie bei den Commonwealth Games in Birmingham und schied dort mit 11,50 s in der ersten Runde im 100-Meter-Lauf aus, während sie über 200 Meter mit 23,95 s im Halbfinale ausschied. Anschließend gelangte sie bei den Islamic Solidarity Games in Konya mit 23,35 s auf Rang vier im 200-Meter-Lauf und siegte mit der gambischen 4-mal-100-Meter-Staffel in 43,83 s und stellte damit einen neuen Landesrekord auf.

## Persönliche Bestzeiten
- 100 Meter: 11,40 s (+1,3 m/s), 29. Mai 2021 in College Station
  - 60 Meter (Halle): 7,41 s, 12. Januar 2017 in Wichita
- 200 Meter: 22,90 s (+2,0 m/s), 28. Mai 2022 in Fayetteville
  - 200 Meter (Halle): 23,61 s, 26. Februar 2021 in Lubbock